# Walton County, Georgia
Walton County är ett administrativt område i delstaten Georgia, USA, med 83 768 invånare. Den administrativa huvudorten (county seat) är Monroe. 

## Geografi
Enligt United States Census Bureau så har countyt en total area på 855 km². 853 km² av den arean är land och 2 km² är vatten.

### Angränsande countyn
- Barrow County, Georgia - nord
- Oconee County, Georgia - nordost
- Morgan County, Georgia - sydost
- Newton County, Georgia - syd
- Rockdale County, Georgia - sydväst
- Gwinnett County, Georgia - nordväst